# Antoaneta Todorova
Antoaneta Ivanova Todorova-Selenska (bolgarsko Антоанета Иванова Тодорова-Селенска), bolgarska atletinja, * 8. junij 1963, Samovodene, Bolgarija.
Nastopila je na poletnih olimpijskih igrah v letih 1980, 1988 in 1992, dosegla je deseto in enajsto mesto v metu kopja. 15. avgusta 1981 je postavila svetovni rekord v metu kopja. ki ga je držala do junija 1982.